# Albert Barillé
Albert Barillé (Varsavia, 14 febbraio 1920 – Neuilly-sur-Seine, 5 febbraio 2009) è stato un produttore televisivo, autore televisivo, sceneggiatore e fumettista francese, fondatore della Procidis.

## Biografia
Di umili origini, Albert Barillé fece fin da giovane diversi lavori precari, poiché i suoi genitori non potevano finanziargli gli studi. Il suo primo lavoro nell'audiovisivo fu la produzione e la distribuzione negli anni cinquanta di lungometraggi in America Latina. Fonda la società di produzione Procidis, esistente ancora oggi, che negli anni settanta egli orientò verso la produzione televisiva. L'idea di base era far divertire i più giovani infondendo loro, nello stesso tempo, delle conoscenze.
Egli è il creatore della serie animata Colargol, e della collana di cartoni educativi intitolata C'era una volta..., che si compone di otto serie animate, divenute famose in tutto il mondo. Nel 1988 la serie televisiva C'era una volta la vita: la favolosa storia del corpo umano ottenne il premio, il 7 d'or come miglior programma per bambini. Barillé è stato anche un autore di documentari medici, sceneggiature teatrali, e filosofia divulgativa.
Barillé muore nel 2009 e viene sepolto nel vecchio cimitero di Neuilly-sur-Seine.

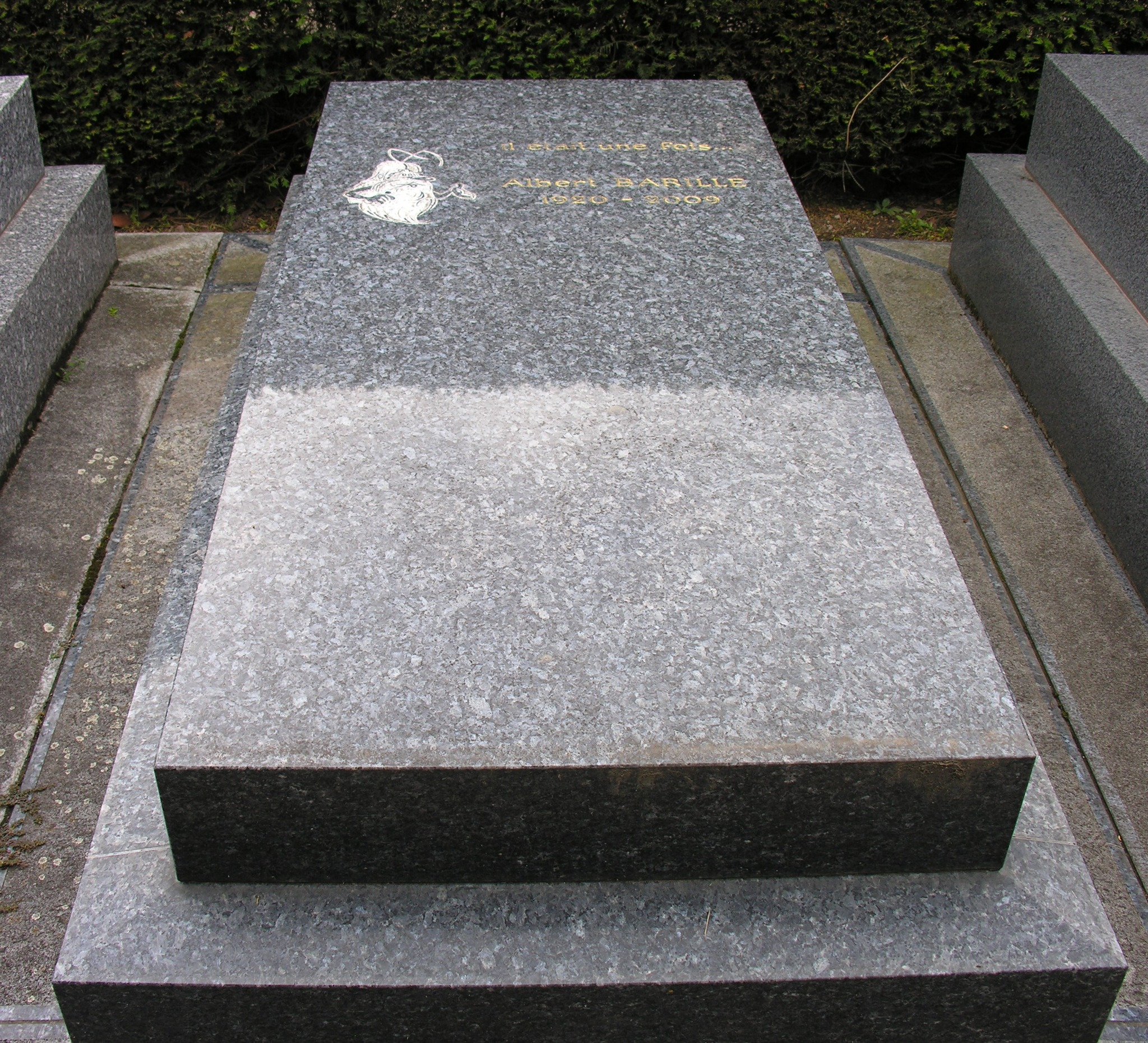
La tomba di Barillé

## Filmografia
- Colargol, 1970-1974
- C'era una volta... l'uomo (Il était une fois... l'Homme), 1978-1979
- Ai confini dell'universo (Il était une fois... l'Espace), 1982-1983
- Siamo fatti così (Il était une fois... la Vie), 1987-1988
- Alla scoperta delle Americhe (Il était une fois... les Amériques), 1992-1993
- Grandi uomini per grandi idee (Il était une fois... les Découvreurs), 1994
- Imbarchiamoci per un grande viaggio (Il était une fois... les Explorateurs), 1997
- C'era una volta... la Terra (Il était une fois... notre Terre), 2008-2009